# You Know My Name (Look Up the Number)
You Know My Name (Look Up the Number) è il lato B di Let It Be, ultimo singolo britannico dei Beatles prima del loro scioglimento; negli USA sarà seguito da The Long and Winding Road/For You Blue.

## Descrizione
Il brano è un'improvvisazione il cui testo è costituito esclusivamente dalle frasi: «You Know My Name» ("Conosci il mio nome") e «Look Up the Number» ("Cerca il numero"), ripetute con vari toni di voce. La base ritmica risale addirittura al 1967, le voci di John e Paul nello stile crooner, furono poi aggiunte nell'aprile 1969. Il master pubblicato è monofonico.
La canzone è stata successivamente pubblicata nelle raccolte Rarities e Past Masters e Mono Masters. Una versione più lunga del brano (lunga 5 min : 43 s, questa volta stereofonica ma non completa in quanto omette qualche secondo del master completo) è presente nell'album Anthology 2.

### Composizione
Il brano è strutturato come un numero comico da music-hall. John Lennon arrivò in studio con il titolo del brano (che rappresenta anche l'intero testo della canzone) dopo esser stato ispirato dalla lettura di un elenco telefonico. Egli disse:
Una volta McCartney disse all'esperto studioso dei Beatles Mark Lewisohn: «[le persone] stanno scoprendo solo adesso cose come You Know My Name (Look Up the Number); probabilmente la mia canzone preferita dei Beatles!» Per poi spiegare:
La sezione centrale del brano include un riferimento a Denis O'Dell, produttore associato del film Tutti per uno, che aveva lavorato con Lennon anche per Come ho vinto la guerra. Nel corso del monologo, Lennon introduce McCartney nei panni del cantante da pianobar "Denis O'Bell". Lo scherzoso riferimento al suo nome, causò una gran mole di telefonate a casa O'Dell da parte dei fan che gli dicevano: "We have your name and now we've got your number" ("Abbiamo il tuo nome, adesso abbiamo anche il tuo numero") o che gli chiedevano se potevano andare a vivere con lui.

## Formazione
- John Lennon: Voce, chitarra, maracas
- Paul McCartney: Voce, pianoforte, basso
- George Harrison: Cori, chitarra, vibrafono
- Ringo Starr: Voce, batteria, bongo
- Mal Evans: Vanga nella sabbia
- Brian Jones: Sassofono contralto[5]